# Acédia

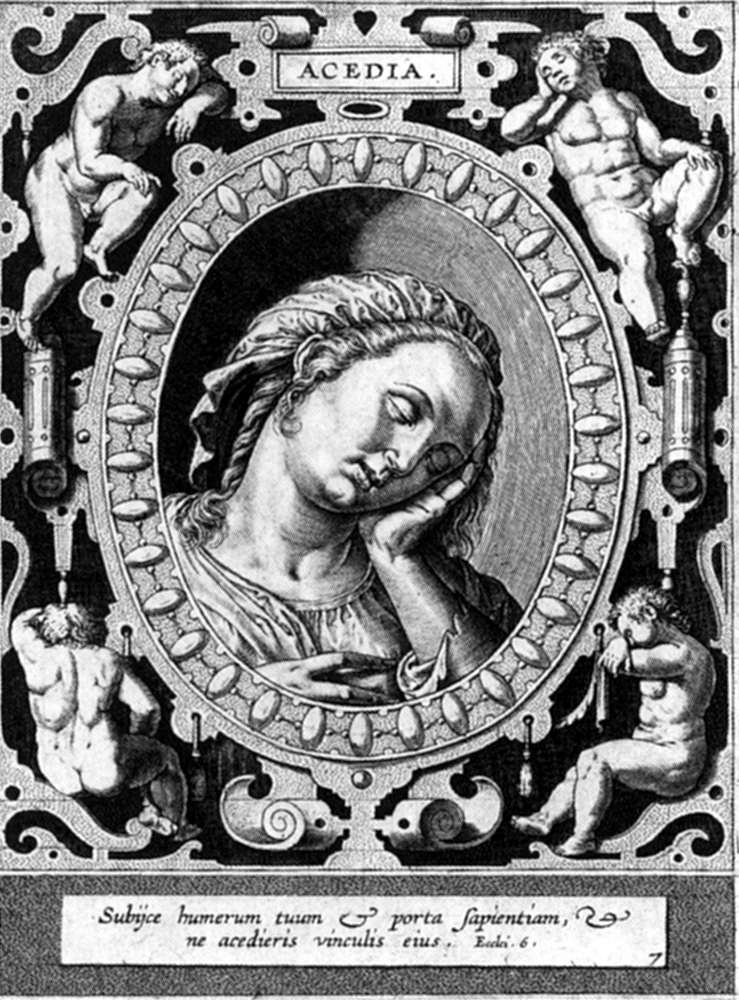
Acédia, gravura de Hieronymus Wierix, século XVI.

Acédia (/əˈsiːdiə/; também accidie ou accedie /ˈæksᵻdi/, do latim acēdia , e esta do grego ἀκηδία, "negligência", ἀ- "falta de" -κηδία "cuidado") é uma emoção humana, definida de várias maneiras como um estado de apatia ou torpor, de não se importar ou não se preocupar com a própria posição ou condição no mundo. Na Grécia antiga, acédia significava literalmente um estado inerte sem dor ou cuidado. Os primeiros monges cristãos usaram o termo para definir um estado espiritual de apatia e, a partir daí, o termo desenvolveu um tom moral marcadamente cristão. Nos tempos modernos, foi adotado por figuras literárias e conectado à depressão.